# Marie Gillain
Marie Gillain est une actrice belge, née le 18 juin 1975 à Rocourt (Liège).
Elle est révélée très jeune, en 1991, pour son rôle dans le film Mon père, ce héros, qui lui vaut d’être nommée pour le César du meilleur espoir féminin. En 1995, son rôle dans L’Appât est salué par le public et par la critique. Il lui vaut une nouvelle nomination pour le César du meilleur espoir féminin et le prix Romy-Schneider en 1996.
Elle enchaîne par la suite les projets au cinéma dans des registres aussi variés que la comédie, le drame, l’aventure ou le policier, et sera nommée pour le César de la meilleure actrice pour ses rôles dans Le Bossu (1997) et Toutes nos envies (2011). 
Elle se consacre également au théâtre. En 2015, elle remporte le Molière de la comédienne dans un spectacle de théâtre privé pour La Vénus à la fourrure.
Depuis 2008, elle est ambassadrice bénévole de l'organisation Plan Belgique, qui milite en faveur des enfants dans les pays en développement.

## Biographie

### Enfance et débuts
Marie Gillain passe son enfance en Belgique au lieu-dit Fêchereux, près du village de Neufchâteau faisant partie de la commune de Dalhem dans le Pays de Herve. Elle fait ses études au collège Saint-Louis de Liège.
Comme elle l'a elle-même souligné, elle a une enfance simple et heureuse au contact de la nature : « Je viens d'un petit village belge de 600 habitants. Quand j'étais petite, c'étaient les bottes en caoutchouc, les balades dans l'herbe. J'ai gardé ce besoin viscéral de verdure ». Cette simplicité sera pour elle une force, lorsqu'elle sera exposée comme actrice.
Très jeune, elle se passionne pour l’univers du spectacle et participe durant son adolescence à un atelier d’expression théâtrale. C’est en 1989 qu’elle tente sa chance dans le monde du cinéma. Alors âgée de 14 ans, elle passe des essais pour L'Amant, de Jean-Jacques Annaud et n'est finalement pas retenue.

### Révélation critique (années 1990)
Marie Gillain attend un an avant sa révélation dans Mon père, ce héros, film où elle joue aux côtés de Gérard Depardieu et qui lui vaut sa première nomination aux César. Elle joue en Belgique, sa terre natale, pour son deuxième film, Marie, en 1993. Cette année est marquée par sa rencontre avec Bertrand Tavernier, qui lui propose de tourner dans son film suivant, L'Appât. Ce rôle, qui lui vaut le prix Romy-Schneider et une nouvelle nomination aux César, marque un tournant dans sa carrière cinématographique. Elle devient une actrice à suivre, et sa carrière est bien lancée.
Cette année de reconnaissance cinématographique est pourtant marquée par une première grande expérience au théâtre : elle incarne Anne Frank dans une adaptation signée Frances Goodrich et Albert Hackett.
L'année 1997 voit l'actrice confirmer son nouveau statut au cinéma, elle est dirigée par Paolo et Vittorio Taviani dans la co-production franco-italienne Les Affinités électives. Elle donne la réplique à André Dussollier et Fabrice Luchini pour la comédie dramatique Un air si pur..., écrite et réalisée par Yves Angelo ; et enfin incarne Aurore de Nevers, à nouveau aux côtés de Luchini, et de la star du moment, le Suisse Vincent Perez, pour la grosse production Le Bossu, réalisée par Philippe de Broca.
Elle s'aventure ensuite dans un cinéma moins populaire : d'abord en acceptant un rôle secondaire dans une production italienne, Le Dîner, sorti en 1998, réalisé par Ettore Scola et porté par l'interprétation de Fanny Ardant ; puis en portant elle-même une co-production européenne, Le Dernier Harem, co-écrit et réalisé par le réalisateur turco-italien Ferzan Ozpetek.
Elle revient ensuite à des productions françaises.

### Progression discrète (années 2000)

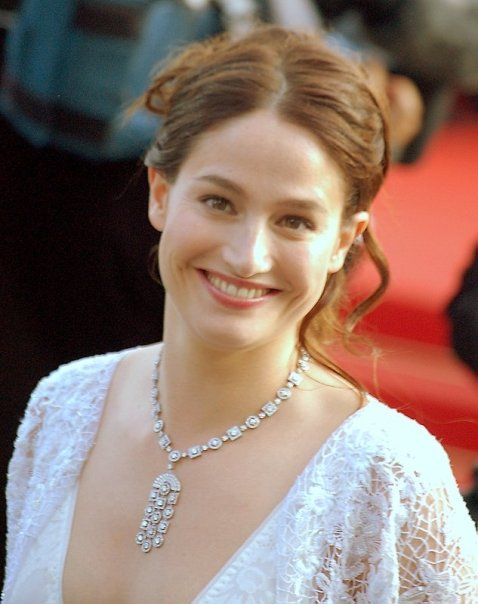
Marie Gillain au festival de Cannes 2006.

En 2000, alors âgée de 25 ans, Marie Gillain opère un retour discret dans le cinéma français, en faisant confiance à un inconnu, Emmanuel Mouret, pour son premier long-métrage en tant que scénariste/réalisateur, la comédie romantique décalée, Laissons Lucie faire !. Elle revient vraiment sur le devant de la scène l'année suivante avec la comédie potache Absolument fabuleux, adaptation de la série britannique éponyme par Gabriel Aghion, avec Nathalie Baye et Josiane Balasko dans les rôles principaux. Enfin, elle retrouve Fabrice Luchini pour la comédie de mœurs Barnie et ses petites contrariétés, de Bruno Chiche. Elle y joue Margot, la charmante et légère amante du personnage principal (incarné par Luchini).
En 2002, elle revient au théâtre pour un projet attendu : elle est dirigée par John Malkovich dans la pièce Hystéria, de Terry Johnson, au théâtre Marigny.
À la suite du flop critique de Ab Fab, elle revient vers le drame pour ses projets suivants : en 2002, c'est Bertrand Tavernier qu'elle retrouve, en tenant l'un des rôles principaux de son ambitieux drame historique Laissez-passer, qui raconte le quotidien du tournage de films durant l'Occupation. En 2003, c'est Cédric Klapisch , tout juste sorti du succès de L'Auberge espagnole, qui la dirige, face à Vincent Elbaz, dans Ni pour ni contre (bien au contraire). En 2004, elle joue le premier rôle de la comédie dramatique Tout le plaisir est pour moi, première réalisation d'Isabelle Broué. En 2005, elle seconde Emmanuelle Béart et Karin Viard dans L'Enfer, premier essai français du réalisateur d'origine bosniaque Danis Tanović.
L'année 2007 est très prolifique : elle revient d'abord à la comédie en partageant, avec celui qui est alors un quasi-inconnu, Gilles Lellouche, l'affiche de la comédie décalée Ma vie n'est pas une comédie romantique, co-écrite et réalisée par Marc Gibaja ; puis elle fait partie de la distribution chorale de la comédie dramatique Fragile(s), de Martin Valente, notamment menée par Jacques Gamblin et François Berléand ; elle s'aventure ensuite dans un registre noir en étant dirigée par Régis Wargnier dans son thriller Pars vite et reviens tard, avec un José Garcia à contre-emploi ; elle tient enfin le premier rôle féminin, face à Guillaume Canet, dans le polar La Clef, de Guillaume Nicloux.
En 2008, elle remplace au débotté Laura Smet en rejoignant le casting féminin « quatre étoiles » réuni par Jean-Paul Salomé pour son film historique Les Femmes de l'ombre, une grosse production qui ne convainc pas la critique. Puis elle donne la réplique au musicien Cali dans son premier rôle au cinéma, avec la comédie dramatique Magique, de Philippe Muyl. Elle fait ensuite partie de la bande formée par Pierre Jolivet pour sa fausse suite La Très Très Grande Entreprise.
En 2009, elle prête ses traits à Adrienne Chanel, la sœur de Coco Chanel, incarnée par Audrey Tautou pour le biopic Coco avant Chanel, co-écrit et réalisé par Anne Fontaine. Si Tautou est la star du film, Gillain prépare son retour au premier plan avec son projet suivant.

### Reconnaissance sur les planches (années 2010)

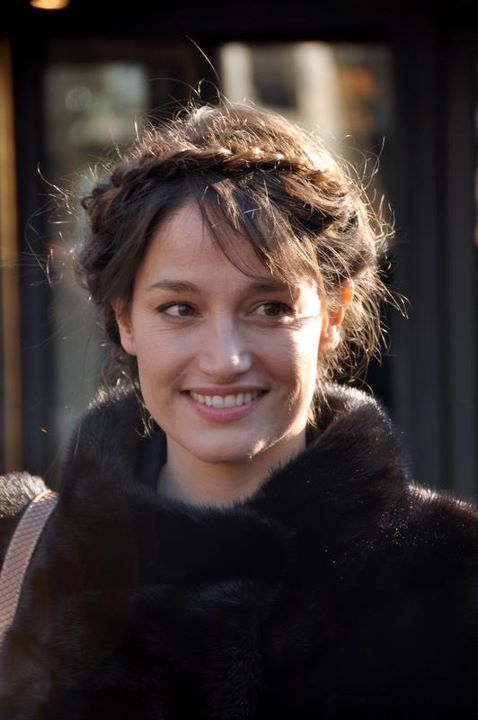
Marie Gillain au déjeuner des nommés des Césars 2012.

En 2011, Marie Gillain incarne Claire, l'héroïne du film de Philippe Lioret Toutes nos envies aux côtés de Vincent Lindon, ce qui lui vaut une nouvelle nomination pour le César de la meilleure actrice. Elle enchaîne avec le premier film de François-Xavier Vives, Landes, avec pour partenaires Jalil Lespert et Miou-Miou. En décembre de la même année, elle est membre du jury des courts métrages au Festival de Marrakech, présidé par Sigourney Weaver.
En 2014, elle participe à la comédie de mœurs Valentin Valentin, de Pascal Thomas.
Entre 2014 et 2015, elle se consacre au théâtre : elle joue d'abord Lapin blanc, lapin rouge, de Nassim Soleimanpour, au théâtre Le Public, de Bruxelles. Puis elle incarne surtout l'héroïne de La Vénus à la fourrure, une pièce de David Ives, mise en scène par Jérémie Lippmann, et présentée au théâtre Tristan-Bernard, à Paris. Sa couverture du magazine Lui , où elle pose seins nus, en janvier 2015 et d'excellentes critiques attirent les regards sur la pièce. Le 27 avril 2015, à l'âge de 40 ans, elle obtient le Molière de la comédienne.
C'est au théâtre qu'elle persiste : en 2016, elle est à l'affiche de Constellations de Nick Payne, mise en scène par Marc Paquien, et jouée au théâtre du Petit Saint-Martin. La même année, le long-métrage dont elle est la tête d'affiche, Mirage d’amour avec fanfare, d'Hubert Toint, passe inaperçu.

### Participation à des festivals
En 2020 elle est membre du jury du 7e Festival international du film de Saint-Jean-de-Luz, sous la présidence de Xavier Legrand. 
En 2014, elle est membre du jury du 6e Festival international du film policier de Beaune.
En août 2015, elle est membre du jury du Festival du film francophone d'Angoulême présidé par Jean-Hugues Anglade. 
En septembre 2015, elle fait partie du jury de Benoît Jacquot lors du 41e Festival du cinéma américain de Deauville.
En septembre 2018, elle préside le jury du 20e Festival de la fiction TV de La Rochelle. 
Elle est membre du jury lors du Festival Biarritz Amérique latine 2018, sous la présidence de Laurent Cantet.
En 2019, elle est membre du jury du 29e Festival international du film fantastique de Gérardmer.

### Engagements
Marie Gillain signe un contrat avec la maison Lancôme en 1998, puis en 2005 avec la marque de joaillerie Piaget pendant plusieurs années.
Depuis 2008, elle est ambassadrice bénévole de l'organisation non gouvernementale Plan International Belgique qui milite en faveur des enfants dans les pays en développement.

### Vie privée
Marie Gillain a deux enfants : Dune, née en 2004 d'une union avec le musicien Martin Gamet, et Vega, née en 2009 de son union avec l'acteur franco-italien Christophe d'Esposti.

## Filmographie

### Cinéma
- 1991 : Mon père, ce héros de Gérard Lauzier : Véronique « Véro » Arnel
- 1993 : Marie de Marian Handwerker : Marie
- 1995 : L'Appât de Bertrand Tavernier : Nathalie
- 1996 : Les Affinités électives (Le affinità elettive) de Paolo et Vittorio Taviani : Ottilia
- 1997 : Un air si pur... d'Yves Angelo : Julie d'Espard
- 1997 : Le Bossu de Philippe de Broca : Aurore
- 1998 : Le Dîner (La cena) d'Ettore Scola : Allieva
- 1999 : Le Dernier Harem (Harem suare') de Ferzan Özpetek : Safiye
- 2000 : Laissons Lucie faire ! d'Emmanuel Mouret : Lucie
- 2001 : Absolument fabuleux de Gabriel Aghion : Safrane
- 2001 : Barnie et ses petites contrariétés de Bruno Chiche : Margot
- 2002 : Laissez-passer de Bertrand Tavernier : Olga
- 2003 : Ni pour ni contre (bien au contraire) de Cédric Klapisch : Caty
- 2004 : Tout le plaisir est pour moi de Isabelle Broué : Louise
- 2005 : L'Enfer de Danis Tanović : Anne
- 2007 : Ma vie n'est pas une comédie romantique de Marc Gibaja : Florence Baron
- 2007 : Fragile(s) de Martin Valente : Nina
- 2007 : Pars vite et reviens tard de Régis Wargnier : Marie
- 2007 : La Clef de Guillaume Nicloux : Audrey
- 2008 : Les Femmes de l'ombre de Jean-Paul Salomé : Suzy
- 2008 : Magique de Philippe Muyl : Betty
- 2008 : La Très Très Grande Entreprise de Pierre Jolivet : Mélanie
- 2009 : Coco avant Chanel de Anne Fontaine : Adrienne Chanel
- 2011 : Toutes nos envies de Philippe Lioret : Claire Conti
- 2012 : Landes de François-Xavier Vives : Liena
- 2014 : Valentin Valentin de Pascal Thomas : Claudia Livorno
- 2016 : Mirage d’amour avec fanfare d'Hubert Toint : Hirondelle
- 2021 : Mystère de Denis Imbert : Anna
- 2022 : Goliath de Frédéric Tellier : Audrey
- 2022 : Les Cadors de Julien Guetta : Alexandra
- 2023 : Les Choses simples d'Éric Besnard : Camille
- 2023 : Quand tu seras grand d'Andréa Bescond et Éric Métayer : Elisa
- 2023 : Le Petit Blond de la Casbah d'Alexandre Arcady : Dinah
- 2024 : Maria de Jessica Palud : Marie-Christine
- 2025 : Une place pour Pierrot de Hélène Médigue : Camille

### Télévision

#### Téléfilms
- 1993 : Un homme à la mer, de Jacques Doillon : Camille
- 2006 : La Voie de Laura, de Gérard Cuq : Laura
- 2022 : À la folie, d'Andréa Bescond et Eric Métayer : Anna
- 2024 : Je ne me laisserai plus faire de Gustave Kervern : la belle-fille

#### Série télévisée
- 2017 : Souviens-toi, de Pierre Aknine : Marie Kempf
- 2018 : Speakerine, de Laurent Tuel : Christine Beauval
- 2023 : Délits mineurs, de Nicole Borgeat et Jacqueline Surchat[7] : Gabrielle Favre, la juge des mineurs
- 2024 : Ma mère est une espionne de Léo Karmann : Isabelle Mercier

### Doublage
- 2008 : Kung Fu Panda de Mark Osborne et John Stevenson : Maître Tigresse
- 2010 : Le Petit Prince : la Rose
- 2011 : Kung Fu Panda 2 de Jennifer Yuh Nelson : Maître Tigresse
- 2015 : Kung Fu Panda 3 de Jennifer Yuh (en) : Maître Tigresse

## Théâtre
- 1995 : Le Journal d'Anne Frank de Frances Goodrich et Albert Hackett, mise en scène Pierre Franck, Théâtre des Célestins, Théâtre Hébertot
- 2002 : Hysteria de Terry Johnson, mise en scène John Malkovich, Théâtre Marigny
- 2014-2015 : La Vénus à la fourrure de David Ives, mise en scène Jérémie Lippmann, Théâtre Tristan-Bernard
- 2014 : Lapin blanc, lapin rouge de Nassim Soleimanpour, Théâtre Le Public, Bruxelles
- 2016 : Constellations de Nick Payne, mise en scène Marc Paquien, Théâtre du Petit Saint-Martin
- 2023 : Sur la tête des enfants de Salomé Lelouch, mise en scène Salomé Lelouch et Ludivine de Chastenet, théâtre de la Renaissance

## Livre-disque
- Timouk, l’Enfant aux deux royaumes (Livre-Disque) sur une musique de Guillaume Connesson, textes de Yun Sun Limet, illustrations de Delphine Jacquot, piano de Claire-Marie Le Guay, récitante Marie Gillain (Didier Jeunesse).
- Balthazar, tête de bois (Livre-Disque), texte et musique de [(Guillaume Ledoux)] et [(Johan Ledoux)], [(Blankass)].Elle chante la voyante, chanson : laisse faire. (Le cherche midi), 2015.

## Distinctions

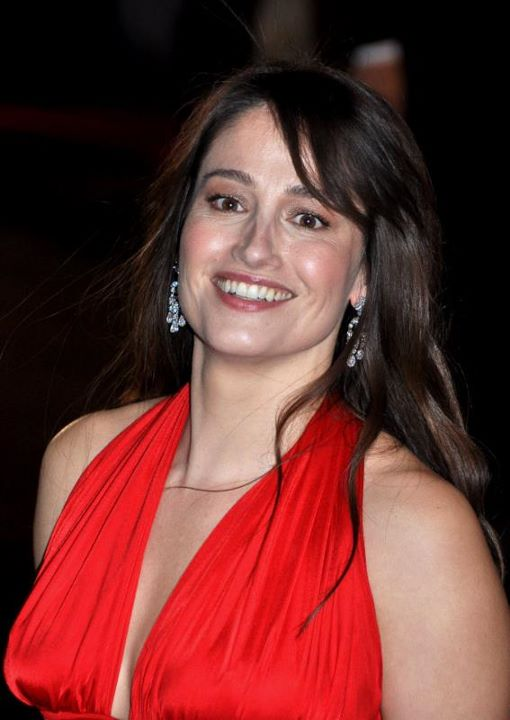
Marie Gillain lors des Césars 2012.

### Décorations
- 2012 :  Officière du Mérite wallon (O.M.W.)[8]
- 2015 : Citoyenne d'honneur de Liège[9]
- 2018 :  Commandeure de l'ordre de la Couronne[10],[11]

### Récompenses
- Festival de Paris 1992 : prix d'interprétation féminine pour Marie
- Prix Romy-Schneider 1996 pour L'Appât
- Festival de la fiction TV de La Rochelle 2021 : Meilleure interprétation féminine pour A la folie[12]

### Nominations

#### César du cinéma
- César 1991 : César du meilleur espoir féminin dans Mon père, ce héros
- César 1996 : César du meilleur espoir féminin dans L'Appât
- César 1998 : César de la meilleure actrice dans Le Bossu de Philippe de Broca
- César 2012 : César de la meilleure actrice dans Toutes nos envies

#### Molières du théâtre
- Molières 1996 : Molière de la révélation théâtrale dans Le Journal d'Anne Frank
- Molières 2015 : Molière de la comédienne dans un spectacle de théâtre privé pour La Vénus à la fourrure
- Molières 2023 : Molière de la comédienne dans un spectacle de théâtre privé pour Sur la tête des enfants

#### Globes de cristal
- Globes de cristal 2015 : meilleure comédienne » pour La Vénus à la fourrure